# Shahu
Shahu (18 mai 1682 – 15 décembre 1749) est le cinquième chhatrapati de l'empire marathe.
Fils de Sambhaji, le deuxième chhatrapati, il est fait prisonnier par les Moghols en 1689 et le reste jusqu'en 1707. À sa libération, il s'empare du pouvoir au détriment de son cousin Shivaji II et de sa mère Tarabai, qui partent s'établir à Kolhapur.
En 1713, Shahu nomme Balaji Vishwanath au poste de peshwâ. Son fils Bajirao et son petit-fils Balaji Baji Rao lui succèdent à ce poste. Sous le règne de Shahu, l'autorité de l'empire marathe s'étend à la majeure partie du sous-continent indien.
À sa mort, en 1749, Shahu laisse le trône à son fils adoptif Rajaram II, qui prétend être le fils de son cousin Shivaji II.